# Sandlöpare
Sandlöpare (Calidris alba) är en fågel som tillhör familjen snäppor. Den häckar cirkumpolärt i Arktis och övervintrar i både Afrika, Sydamerika och Australien. Under flyttningen passerar den stora delar av Europa och Nordamerika.

## Kännetecken

### Utseende

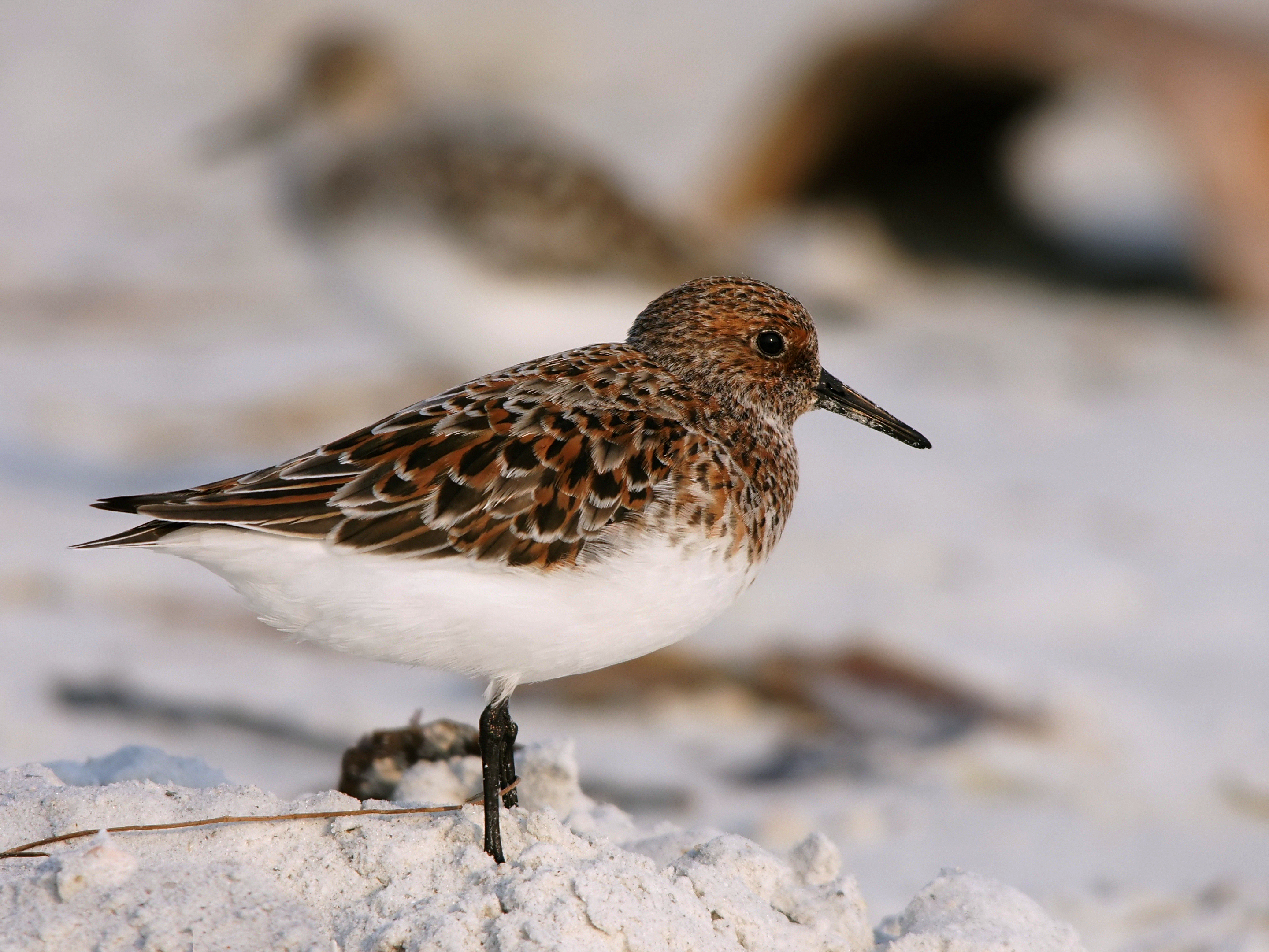
Adult i häckningsdräkt.

Sandlöparen är 18–21 centimeter lång, ungefär lika stor som en kärrsnäppa (Calidris alpina). I jämförelse med kärrsnäppan har den en kortare ganska tjock näbb. Dess vingspann blir 40–45 cm. Näbben och benen är svarta. Den har tre tår, eftersom den saknar baktå.
I häckningsdräkt (juli–aug) är ovansidan gråbrun, huvud och hals rödbrun medan undersidan är vit. Under våren (apr–maj) bär den adulta sandlöparen en eklipsdräkt då huvud och hals är mer gråbrunspräcklig. Den anlägger häckningsdräkt genom att dessa fjäderpartier slits och på så sätt avslöjar de starkare färgade fjädrarna under.
I adult vinterdräkt är den mycket ljus, med ljusgrå ovansida och hjässa, vitt ansikte och undersida och en mörkare grå fläck på skuldran. Den juvenila fågeln är svartvit och har en mycket mer kontrastrik dräkt än den vuxna fågeln.
Ovansidan av vingen är till mönster och färg ganska lik kärrsnäppans i svart och vitt, men sandlöparen har ett bredare vitt vingband och närmast kroppen är vingen ljusgrå till skillnad från kärrsnäppans mer gråbruna nyans. De mittersta stjärtpennorna är svarta.

### Läte
Flyktlätet är ett snärtigt "plitt", medan spellätet beskrivs som komplext med drillande och kväkande ljud.

## Utbredning och systematik

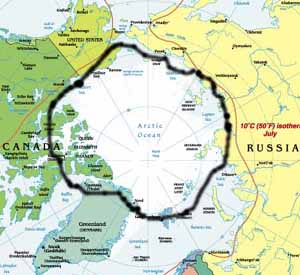
Sandlöparens häckningsområde. Den svarta randen utgör den ungefärliga sydgränsen för sandlöparens utbredning under häckningen.

Sandlöparen häckar cirkumpolärt i Arktis och är en långflyttare som övervintrar i Sydamerika, Afrika och Australien. Mer än 25% av populationen som flyttar utmed östra Atlanten övervintrar i ögruppen Bijagos i Guinea-Bissau , Afrika..

### Systematik
Eftersom den skiljer sig något till utseende från andra Calidris-snäppor har det föreslagits att den borde placeras i det egna monotypiska släktet Crocethia. Sentida forskning indikerar istället att den är en ganska typisk Calidris-snäppa närmast släkt med kärrsnäppa och skärsnäppa (Calidris maritima).
De flesta taxonomiska auktoriteter, som tongivande International Ornithological Congress (IOC) och svenska BirdLife Sverige, delar idag upp sandlöparen i en holarktisk underart, vanlig sandlöpare C. a. alba och en nearktisk C. a. rubida(Gmelin, 1789).

### Förekomst i Sverige
Sandlöparen visar sig sparsamt i Sverige under flyttningen.

## Levnadssätt
Sandlöparen ses utanför häckningstid ofta på sandstränder då de snabbt springer fram och tillbaka, i en cyklisk rörelse och plockar föda, och samtidigt undviker bränningarna som översköljer stranden. Vintertid består födan av små krabbor och andra små ryggradslösa djur som den plockar i vattenbrynet på sandstränder. På häckningsplatserna äter fåglarna mestadels insekter och en del växtmaterial. 

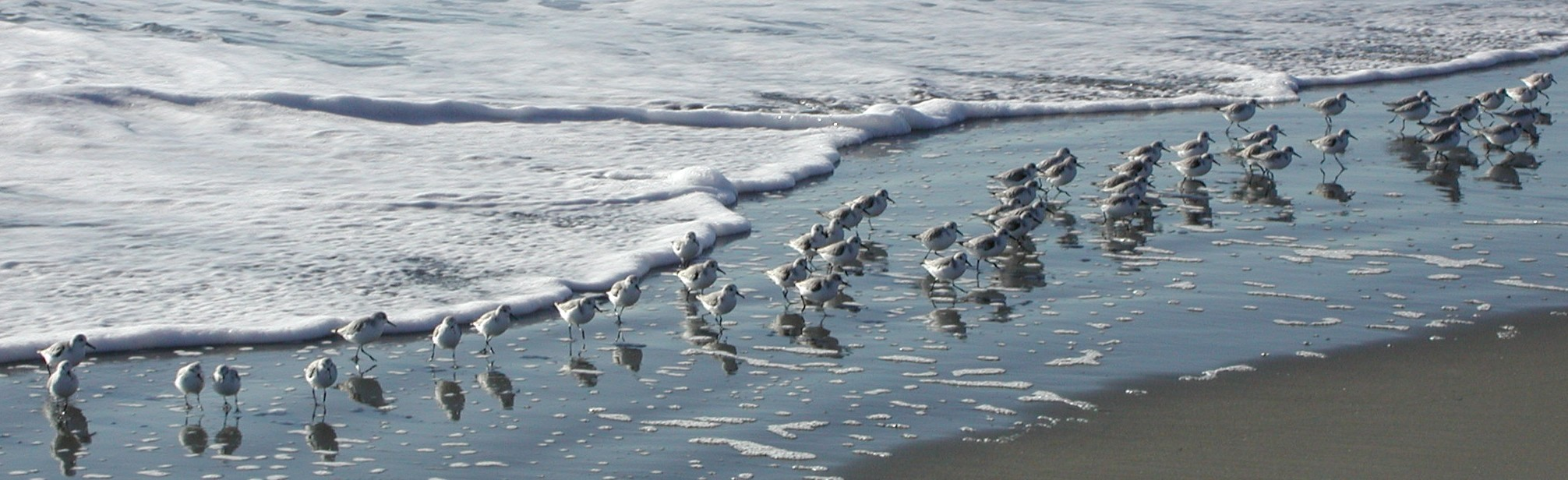
En vinterflock med sandlöpare som uppvisar sitt typiska beteende då de födosöker springande i vågkanten som sköljer över stranden. Fotograferat i närheten Tokeland, Washington, USA.

### Häckning
På våren återvänder den till den arktiska tundran och lägger tre till fyra ägg i en grop på marken, som är sparsamt fodrad med grässtrån och lavar. Äggen är olivfärgade med bruna fläckar. Ofta sker två häckningar.

## Status och hot
Sandlöparen är en vida spridd och talrik vadare med en världspopulation som uppskattats bestå av mellan 900 000 och 1,2 miljoner könsmogna individer. Den tros minska i antal, dock inte tillräckligt kraftigt för att anses vara hotad. IUCN kategoriserar den som livskraftig. 
Även om studier visar på kraftig nedgång i Nordamerika verkar inte andra bestånd minska lika snabbt, med uppgång istället i Europa och stabil trend för fåglar som övervintrar i sydvästra Asien samt i östra och södra Afrika.
Sandlöparen har visat sig vara känslig för störningar på de stränder där den rastar och övervintrar, från exempelvis fritidsaktiviteter och lösspringande hundar. Den är även mottaglig för fågelinfluensan och riskeras därför att bli smittad i framtida utbrott. I östra Asien hotas arten av miljöförstöring och störningar vid viktiga rastplatser utmed Gula havet.

## Taxonomi och namn
Sandlöparen beskrevs vetenskapligt av Peter Simon Pallas 1764. Den vita vinterdräkten har givit upphov till dess vetenskapliga artnamn alba vilket betyder "vit" på latin. På svenska har den tidigare även kallats föränderliga sandlöparen